# Vườn quốc gia Doi Suthep–Pui
Vườn quốc gia Doi Suthep–Pui (tiếng Thái: อุทยานแห่งชาติดอยสุเทพ-ปุย) là một vườn quốc gia ở tỉnh Chiang Mai, Thái Lan. Nó bao gồm Wat Phra That Doi Suthep, một Phật giáo, và Cung điện Bhubing, nơi cư trú mùa đông của gia đình hoàng gia Thái. Công viên là khu vực được bảo vệ cho hệ thực vật, động vật và môi trường sống.

## Lịch sử
Trước đây khu vực này là Doi Aoi Chang. Cái tên Doi Suthep được lấy cảm hứng từ một ẩn sĩ tên là Prarusiwa Suthep người đã từng sống trong khu rừng địa phương. Vào năm 1973, Cục Lâm nghiệp Hoàng gia đề xuất rằng khu rừng này và 13 khu rừng khác được chỉ định là vườn quốc gia. Nó trở thành vườn quốc gia thứ 24 của Thái Lan khi chính thức được thành lập vào ngày 14 tháng 4 năm 1981. Ngày nay nó bao gồm 160.812 rai ~ 257 kilômét vuông (99 dặm vuông Anh) diện tích.

## Địa lý và khí hậu

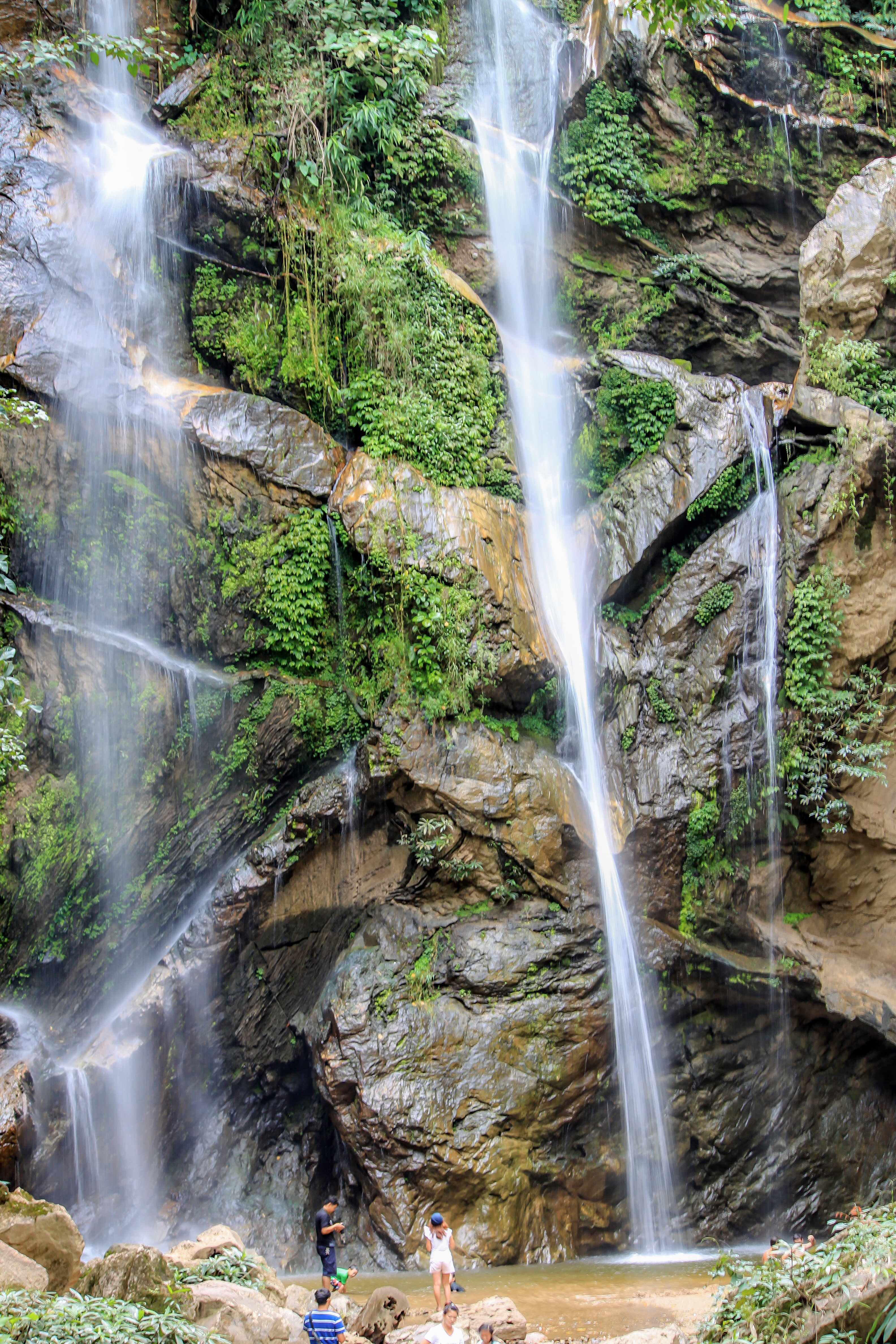
Thác Mok Fa (khu vực C trên bản đồ)

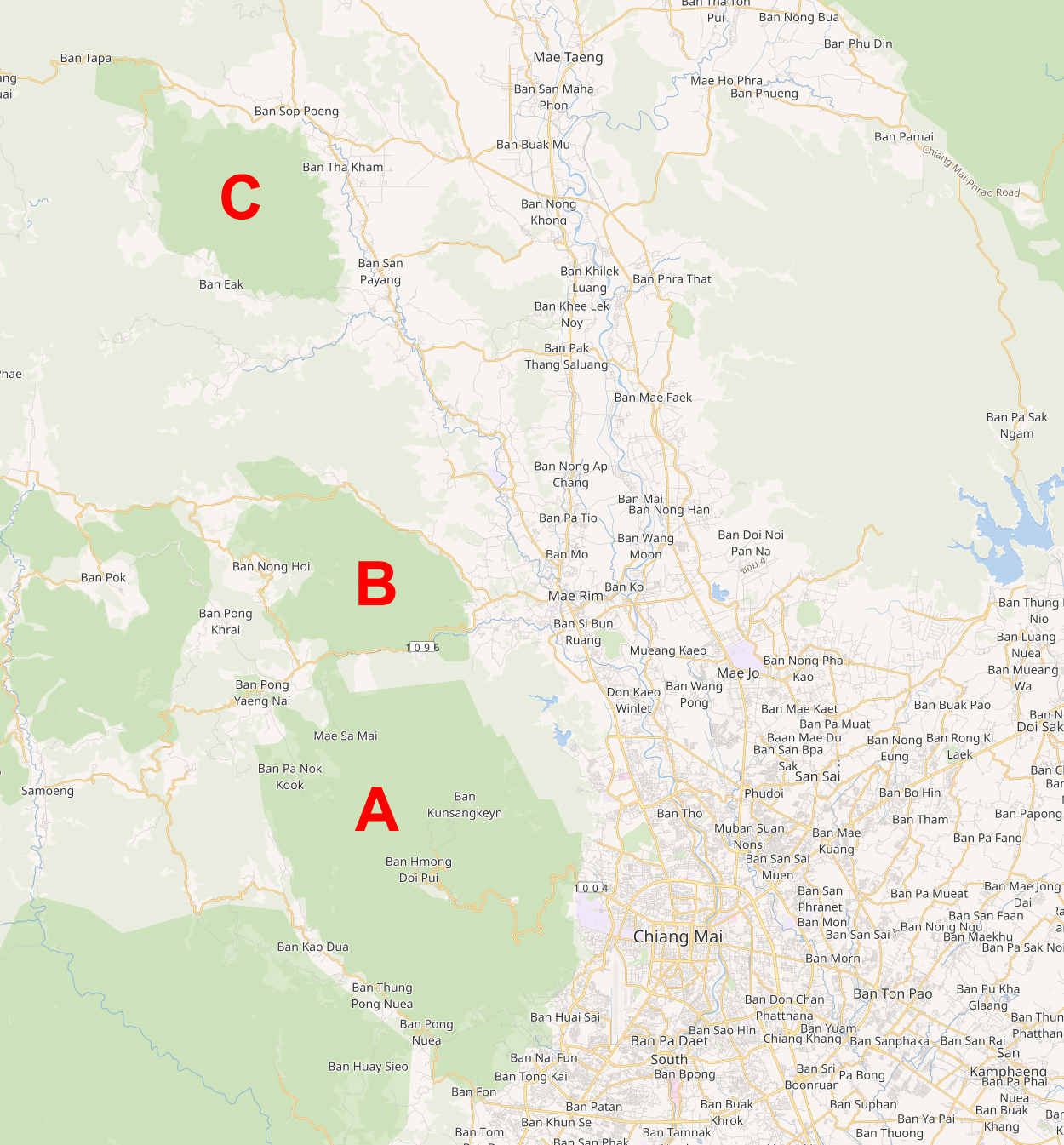
Tổng diện tích của vườn quốc gia

Phong cảnh núi là một phần của Dãy núi Thanon Thong Chai. Ba đỉnh núi chính là Doi Suthep, Doi Buak Ha, và Doi Pui, ngọn núi cao nhất 1.685 mét (5.528 ft). Khí hậu mát mẻ, nhiệt độ trung bình khoảng 20 đến 23 °C (68 đến 73 °F). Nhiệt độ thấp nhất vào mùa đông 6 °C (43 °F). Sau mùa hè sẽ là mùa mưa, với lượng mưa mỗi ngày.
| Dữ liệu khí hậu của Vườn quốc gia Doi Suthep–Pui (trạm Khun Chang Khian), cao 1.350 m (4.430 ft), (1987–2002) | Dữ liệu khí hậu của Vườn quốc gia Doi Suthep–Pui (trạm Khun Chang Khian), cao 1.350 m (4.430 ft), (1987–2002) | Dữ liệu khí hậu của Vườn quốc gia Doi Suthep–Pui (trạm Khun Chang Khian), cao 1.350 m (4.430 ft), (1987–2002) | Dữ liệu khí hậu của Vườn quốc gia Doi Suthep–Pui (trạm Khun Chang Khian), cao 1.350 m (4.430 ft), (1987–2002) | Dữ liệu khí hậu của Vườn quốc gia Doi Suthep–Pui (trạm Khun Chang Khian), cao 1.350 m (4.430 ft), (1987–2002) | Dữ liệu khí hậu của Vườn quốc gia Doi Suthep–Pui (trạm Khun Chang Khian), cao 1.350 m (4.430 ft), (1987–2002) | Dữ liệu khí hậu của Vườn quốc gia Doi Suthep–Pui (trạm Khun Chang Khian), cao 1.350 m (4.430 ft), (1987–2002) | Dữ liệu khí hậu của Vườn quốc gia Doi Suthep–Pui (trạm Khun Chang Khian), cao 1.350 m (4.430 ft), (1987–2002) | Dữ liệu khí hậu của Vườn quốc gia Doi Suthep–Pui (trạm Khun Chang Khian), cao 1.350 m (4.430 ft), (1987–2002) | Dữ liệu khí hậu của Vườn quốc gia Doi Suthep–Pui (trạm Khun Chang Khian), cao 1.350 m (4.430 ft), (1987–2002) | Dữ liệu khí hậu của Vườn quốc gia Doi Suthep–Pui (trạm Khun Chang Khian), cao 1.350 m (4.430 ft), (1987–2002) | Dữ liệu khí hậu của Vườn quốc gia Doi Suthep–Pui (trạm Khun Chang Khian), cao 1.350 m (4.430 ft), (1987–2002) | Dữ liệu khí hậu của Vườn quốc gia Doi Suthep–Pui (trạm Khun Chang Khian), cao 1.350 m (4.430 ft), (1987–2002) | Dữ liệu khí hậu của Vườn quốc gia Doi Suthep–Pui (trạm Khun Chang Khian), cao 1.350 m (4.430 ft), (1987–2002) |
| Tháng | 1 | 2 | 3 | 4 | 5 | 6 | 7 | 8 | 9 | 10 | 11 | 12 | Năm |
| --- | --- | --- | --- | --- | --- | --- | --- | --- | --- | --- | --- | --- | --- |
| Trung bình ngày tối đa °C (°F)                                                                                | 23.2 (73.8)                                                                                                   | 24.9 (76.8)                                                                                                   | 27.4 (81.3)                                                                                                   | 28.6 (83.5)                                                                                                   | 26.5 (79.7)                                                                                                   | 25.2 (77.4)                                                                                                   | 24.8 (76.6)                                                                                                   | 24.5 (76.1)                                                                                                   | 24.8 (76.6)                                                                                                   | 24.4 (75.9)                                                                                                   | 23.1 (73.6)                                                                                                   | 21.7 (71.1)                                                                                                   | 24.9 (76.9)                                                                                                   |
| Trung bình ngày °C (°F)                                                                                       | 16.6 (61.9)                                                                                                   | 18.0 (64.4)                                                                                                   | 20.7 (69.3)                                                                                                   | 22.3 (72.1)                                                                                                   | 21.9 (71.4)                                                                                                   | 21.4 (70.5)                                                                                                   | 21.2 (70.2)                                                                                                   | 21.0 (69.8)                                                                                                   | 20.9 (69.6)                                                                                                   | 20.0 (68.0)                                                                                                   | 18.1 (64.6)                                                                                                   | 15.9 (60.6)                                                                                                   | 19.8 (67.7)                                                                                                   |
| Tối thiểu trung bình ngày °C (°F)                                                                             | 11.6 (52.9)                                                                                                   | 12.9 (55.2)                                                                                                   | 15.7 (60.3)                                                                                                   | 17.6 (63.7)                                                                                                   | 18.4 (65.1)                                                                                                   | 18.6 (65.5)                                                                                                   | 18.6 (65.5)                                                                                                   | 18.4 (65.1)                                                                                                   | 18.0 (64.4)                                                                                                   | 16.8 (62.2)                                                                                                   | 14.3 (57.7)                                                                                                   | 11.6 (52.9)                                                                                                   | 16.0 (60.9)                                                                                                   |
| Lượng Giáng thủy trung bình mm (inches)                                                                       | 2.2 (0.09) | 7.1 (0.28) | 35.5 (1.40)                                                                                                   | 85.3 (3.36)                                                                                                   | 294.0 (11.57)                                                                                                 | 243.5 (9.59)                                                                                                  | 284.2 (11.19)                                                                                                 | 365.1 (14.37)                                                                                                 | 315.7 (12.43)                                                                                                 | 241.5 (9.51)                                                                                                  | 86.0 (3.39)                                                                                                   | 29.1 (1.15)                                                                                                   | 1.989,1 (78.31)                                                                                               |
| Độ ẩm tương đối trung bình (%)                                                                                | 69.2 | 62.8 | 64.2 | 68.2 | 77.2 | 77.6 | 84.3 | 85.3 | 83.8 | 82.6 | 77.7 | 74.2 | 75.6 |
| Số giờ nắng trung bình tháng                                                                                  | 223.2 | 226.0 | 235.6 | 219.0 | 164.3 | 105.0 | 80.6 | 77.5 | 96.0 | 133.3 | 147.0 | 173.6 | 1.881,1 |
| Số giờ nắng trung bình ngày                                                                                   | 7.2 | 8.0 | 7.6 | 7.3 | 5.3 | 3.5 | 2.6 | 2.5 | 3.2 | 4.3 | 4.9 | 5.6 | 5.2 |
| Nguồn: CMU Library Archives                                                                                   | | | | | | | | | | | | | |

## Thực vật

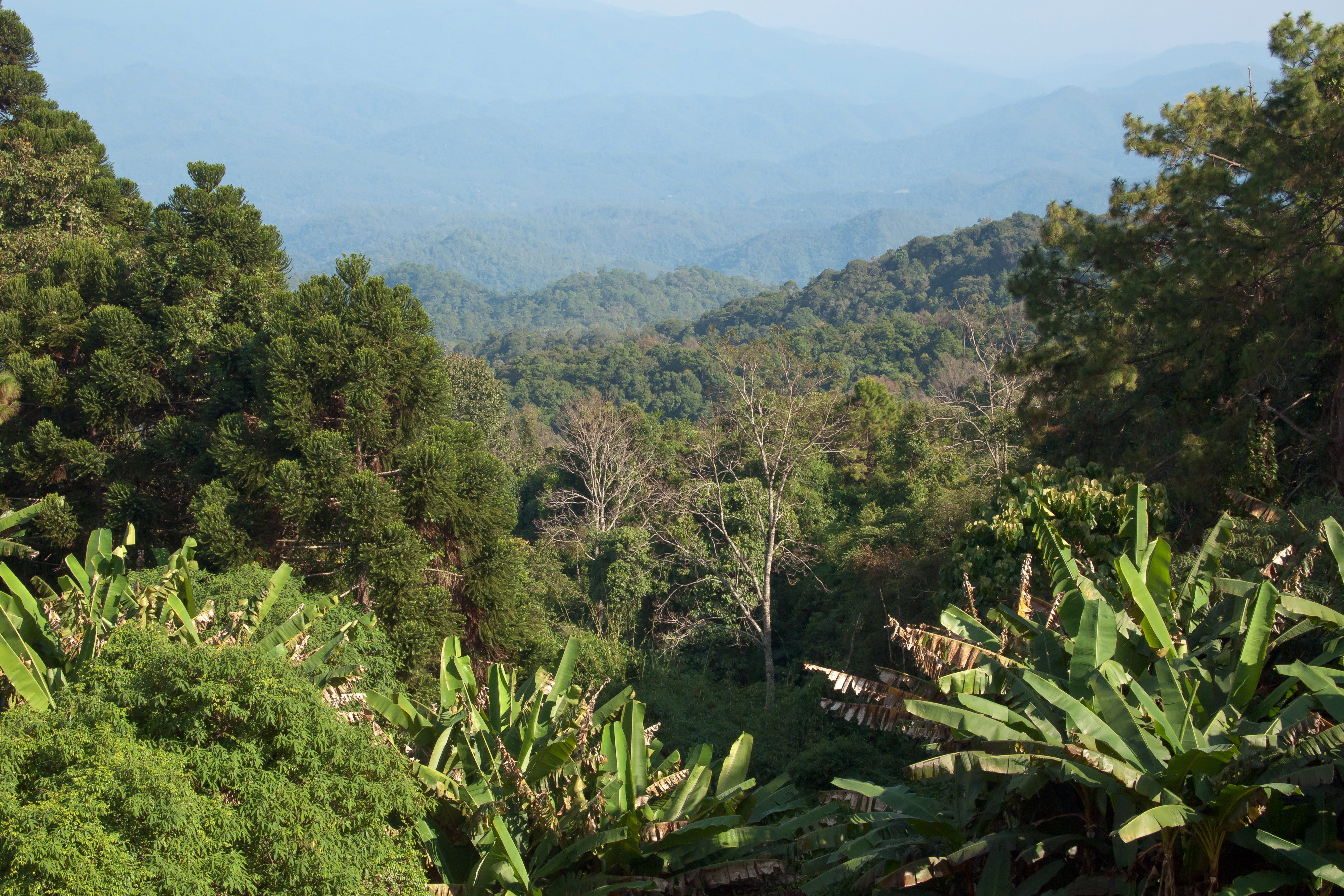
Rừng hỗn giao rụng lá thường xanh

Có hơn 2.000 loài thực vật có mạch đã được ghi nhận trong vườn quốc gia.
Công viên có rừng, với rừng thường xanh hơn 1.000 mét (3.300 ft) và rừng rụng lá. Rừng hỗn giao rụng lá thường xanh ở các khe núi và dọc theo các con suối. Các cây thông thường bao gồm cây sồi, cây họ dầu, và họ Mộc Lan. Có rất nhiều thác.
Các khu rừng trong vườn quốc gia được chia thành hai loại rừng chính. Rừng rụng lá được tìm thấy ở độ cao khoảng 900-1.000 mét so với mực nước biển, trong khi rừng thường xanh vùng núi thấp được tìm thấy ở độ cao khoảng 900-1.000 mét so với mực nước biển.
Rừng rụng lá họ Dầu chủ yếu bao gồm dầu đồng, dầu trà beng, cẩm liên, và cà chắc. Các loài sồi Quercus kerrii cũng được tìm thấy trong rừng rụng lá. Các loài cây không phải cây họ dầu khác trong rừng rụng lá là giáng hương, căm xe, Terminalia mucronata, Terminalia alata, và Vitex peduncularis.
Cây thông ba lá được tìm thấy ở độ cao cao hơn.
Rừng thường xanh miền núi chủ yếu bao gồm Schima wallichii, Castanopsis acuminatissima, Castanopsis tribuloides, Magnolia baillonii, Magnolia garrettii, cùng nhiều loại cây khác. Tectona grandis và Cassia fistula thường phổ biến ở đây, nhưng không còn được tìm thấy rộng rãi nữa do nạn khai thác gỗ kéo dài hàng thế kỷ.

## Địa điểm
|    | Vườn quốc gia                   |
| 1  | Doi Inthanon                    |
| 2  | Doi Pha Hom Pok                 |
| 3  | Doi Suthep–Pui                  |
| 4  | Doi Wiang Pha                   |
| 5  | Huai Nam Dang                   |
| 6  | Khun Khan                       |
| 7  | Mae Ping                        |
| 8  | Mae Takhrai                     |
| 9  | Mae Tho                         |
| 10 | Mae Wang                        |
| 11 | Namtok Bua Tong– Namphu Chet Si |
| 12 | Op Khan                         |
| 13 | Op Luang                        |
| 14 | Pha Daeng                       |
| 15 | Si Lanna                        |

|    | Khu bảo tồn động vật hoang dã |
| 16 | Chiang Dao                    |
| 17 | Mae Lao–Mae Sae               |
| 18 | Omkoi                         |
| 19 | Samoeng                       |
|    |                               |
|    | Khu vực không săn bắn         |
| 20 | Doi Suthep                    |
| 21 | Mae Lao–Mae Sae               |
| 22 | Nanthaburi                    |
| 23 | Pa Ban Hong                   |
|    |                               |
|    | Rừng                          |
| 24 | Doi Wiang Kaeo                |